# Mouhamadou Dabo
Pour les articles homonymes, voir Dabo (homonymie).
Mouhamadou Dabo est un ancien footballeur franco-sénégalais, né le 28 novembre 1986 à Dakar (Sénégal). Il évoluait au poste de défenseur latéral. Il annonça sa retraite professionnelle à l'issue de la saison 2018-2019.

## Biographie
Joueur extrêmement polyvalent, il peut disputer des rencontres à gauche ou à droite de la défense. Il a même effectué quelques piges en milieu de terrain. Il mesure 1,76 m et pèse 65 kg. 

### En club
Avant de rejoindre Saint-Étienne, il joue à l'AS Yeggo, club de Dakar et partenaire du club forézien depuis plus de dix ans. En 2000, il arrive en France pour parfaire sa formation. Sous les couleurs de l'ASSE, il perd en finale du championnat de France des moins de 15 ans 2000-2001 face à l'INF Clairefontaine.
Lancé dans le monde professionnel par Élie Baup en 2005 à Toulouse, c'est Ivan Hasek qui le stabilise au poste de latéral droit avant que Laurent Roussey n'en fasse l'un des meilleurs arrières-gauches de Ligue 1. Par ailleurs, Alain Perrin, entraîneur de l'AS Saint-Étienne, déclare dans Le Progrès le lendemain de l'appel de Dabo en équipe de France (10 février 2009), que ce dernier à qui il reste une année de contrat en juin 2009, refuse toutes les propositions de prolongation depuis 6 mois déjà. Ainsi pour que Dabo ne parte pas gratuitement en 2010, l'ASSE ne s'oppose pas à un départ lors du mercato estival 2009. De nombreux clubs européens tels que Arsenal et Tottenham font part de leur intérêt. L'Olympique lyonnais, pour remplacer un Fabio Grosso vieillissant et l'Olympique de Marseille, pour remplacer un Taiwo qui rêve d'Angleterre sont les prétendants hexagonaux. Le 23 mai 2010, le site officiel du FC Séville nous apprend qu'il y signera un contrat de 4 ans.
Après une saison 2010-2011 en demi-teinte au sein du FC Séville, où il joue néanmoins 24 matchs de Championnat, dont 21 en tant que titulaire, le club, en proie à des difficultés économiques, accorde un bon de sortie au joueur. 
Le 30 août 2011, il signe pour quatre saisons à l'Olympique lyonnais pour un montant d'un million d'euros, assorti de 800 000 euros de bonus potentiel.
Le 7 décembre 2011, il participe à la victoire exceptionnelle de l'OL en Ligue des Champions sur la pelouse du Dinamo Zagreb. Grâce à un score de 1-7, les lyonnais reprennent contre toute attente la seconde place de leur groupe à la différence de buts et accèdent aux huitièmes de finale pour la 9e année consécutive.
Il débute en Ligue 1 en remplaçant Anthony Réveillère blessé, marqués par deux expulsions (carton rouge) dès ses premiers matches (Contre l'ASSE et le LOSC en coupe de France). Néanmoins il perd peu à peu la place de titulaire au poste d'arrière gauche en seconde partie de saison, au profit d'Aly Cissokho.
Il commence la saison 2012-2013 en trombe. Le départ de Cissokho devait profiter à Fabian Monzon. Mais l'Argentin est cantonné au banc puisque Mouhamadou se montre impérial et participe activement au bon début de saison lyonnais. Le Franco-Sénégalais a également connu une grosse frayeur en Ligue Europa, contre le Sparta Prague. À la suite d'un choc violent contre les Tchèques, il souffrit d'un traumatisme crânien. Longtemps inerte au sol, il a grandement inquiété le monde du football. Quatre jours après, il était déjà de retour sur les pelouses, à Lille. Le 9 décembre 2012, lors du derby ASSE-OL (remporté 1-0 par l'OL), il adresse un coup de tête à Max Gradel après provocation de ce dernier. Il est expulsé et écope de deux matchs de suspension. Le 4 janvier 2015, il inscrit son premier but sous les couleurs lyonnaises lors d'un match de coupe de France face au RC Lens.
Arrivé en fin de contrat à Lyon, il rejoint Troyes le 15 octobre 2015 pour un contrat d'une saison. Il peine à s'imposer et l'équipe est reléguée en Ligue 2.
À nouveau libre, il signe en juin 2016 un contrat de trois ans en faveur du Stade Malherbe Caen. Arrivé en fin de contrat et une relégation en Ligue 2 il est libéré par le club normand .

### En sélection
Naturalisé français début 2007, il est sélectionné en équipe de France espoirs pour la première fois le 22 mars 2007. Il est ensuite fréquemment appelé par le sélectionneur des espoirs, René Girard puis par son remplaçant, Erick Mombaerts. 
Il est appelé par Raymond Domenech pour la première fois, le 9 février 2009, pour jouer en équipe de France A contre l'équipe d'Argentine (match amical le 11 février 2009) et pallier les absences de Gaël Clichy (Arsenal FC) et Julien Escudé (Séville FC) sur blessure. Malheureusement, la France connaît une défaite (0-2) au Vélodrome ce soir-là, face aux Albicelestes de Diego Maradona et Dabo n'entre pas en jeu.

## Statistiques
| Saison                | Club                  | Championnat           | Championnat | Championnat | Coupe(s) nationale(s) | Coupe(s) nationale(s) | Compétition(s) continentale(s) | Compétition(s) continentale(s) | Compétition(s) continentale(s) | Total | Total |
| Saison                | Club                  | Division              | M.          | B.          | M.                    | B.                    | Comp.                          | M.                             | B.                             | M.    | B.    |
| 2004-2005             | AS Saint-Étienne      | Ligue 1               | 3           | 0           | -                     | -                     | -                              | -                              | -                              | 3     | 0     |
| 2005-2006             | AS Saint-Étienne      | Ligue 1               | 18          | 0           | 2                     | 0                     | C3                             | 2                              | 1                              | 22    | 1     |
| 2006-2007             | AS Saint-Étienne      | Ligue 1               | 14          | 0           | 2                     | 0                     | -                              | -                              | -                              | 16    | 0     |
| 2007-2008             | AS Saint-Étienne      | Ligue 1               | 32          | 0           | 2                     | 0                     | -                              | -                              | -                              | 34    | 0     |
| 2008-2009             | AS Saint-Étienne      | Ligue 1               | 24          | 1           | 1                     | 0                     | C3                             | 5                              | 0                              | 30    | 1     |
| 2009-2010             | AS Saint-Étienne      | Ligue 1               | 25          | 0           | 1                     | 0                     | -                              | -                              | -                              | 26    | 0     |
| Sous-total            | Sous-total            | Sous-total            | 116         | 1           | 8                     | 0                     | -                              | 7                              | 1                              | 131   | 2     |
| 2010-2011             | FC Séville            | Liga                  | 24          | 0           | 5                     | 0                     | C1+C3                          | 2+6                            | 0                              | 37    | 0     |
| Sous-total            | Sous-total            | Sous-total            | 24          | 0           | 5                     | 0                     | -                              | 8                              | 0                              | 37    | 0     |
| 2011-2012             | Olympique lyonnais    | Ligue 1               | 15          | 0           | 8                     | 0                     | C1                             | 3                              | 0                              | 26    | 0     |
| 2012-2013             | Olympique lyonnais    | Ligue 1               | 30          | 0           | 3                     | 0                     | C3                             | 1                              | 0                              | 34    | 0     |
| 2013-2014             | Olympique lyonnais    | Ligue 1               | 10          | 0           | 1                     | 0                     | C1+C3                          | 1+4                            | 0                              | 16    | 0     |
| 2014-2015             | Olympique lyonnais    | Ligue 1               | 13          | 0           | 2                     | 1                     | C3                             | -                              | -                              | 15    | 1     |
| Sous-total            | Sous-total            | Sous-total            | 68          | 0           | 14                    | 1                     | -                              | 9                              | 0                              | 91    | 1     |
| 2015-2016             | ES Troyes AC          | Ligue 1               | 17          | 0           | 3                     | 1                     | -                              | -                              | -                              | 20    | 1     |
| Sous-total            | Sous-total            | Sous-total            | 17          | 0           | 3                     | 1                     | -                              | 0                              | 0                              | 20    | 1     |
| 2016-2017             | SM Caen               | Ligue 1               | 2           | 0           | 1                     | 0                     | -                              | -                              | -                              | 3     | 0     |
| 2017-2018             | SM Caen               | Ligue 1               | 0           | 0           | 0                     | 0                     | -                              | -                              | -                              | 0     | 0     |
| Sous-total            | Sous-total            | Sous-total            | 2           | 0           | 1                     | 0                     | -                              | 0                              | 0                              | 3     | 0     |
| Total sur la carrière | Total sur la carrière | Total sur la carrière | 227         | 1           | 31                    | 2                     | -                              | 24                             | 1                              | 282   | 4     |

## Palmarès
- Olympique lyonnais
  - Vainqueur de la Coupe de France en 2012
  - Vainqueur du Trophée des champions en 2012
  - Finaliste de la Coupe de la Ligue en 2012 et en 2014

## Repères
- 1er match en Ligue 1 : 7 mai 2005, Toulouse FC 0-2 AS Saint-Étienne
- Est appelé pour la première fois en équipe de France espoirs en mars 2007.
- Le 21 septembre 2008, Dabo marque son premier but en Ligue 1 contre le PSG. Les Verts s'imposent 1-0.